# Flygel (arkitektur)
En flygel är en sidobyggnad som tillsammans med en huvudbyggnad bildar en gårdsplan. Vanligen förekommer begreppet i samband med slott och herrgårdar. Flyglar kan vara sammanbyggda med huvudbyggnaden, ibland i form av pocher. Ett exempel utgör sydöstra och nordöstra flyglarna på Stockholms slott mellan vilka Logården ligger. I andra fall kan det röra sig om friliggande byggnader som vid Skottorps slott i Laholm. 